# جورج فرناندس
جورج فرناندس (بالهندية: जॉर्ज फ़र्नान्डिस)‏ (و. 1930 – 2019 م) هو سياسي، وصحفي، ونقابي، ومحرر، وكاتب من الهند، والراج البريطاني، ولد في مانغلور، كان عضوًا في جنتا دال، توفي في نيودلهي، عن عمر يناهز 89 عاماً، بسبب إنفلونزا الخنازير.

## مناصب
تولى منصب عضو راجيا سابها ‏ (4 أغسطس 2009–7 يوليو 2010)
- عضو لوك سابها  [لغات أخرى]‏ (2004–2009)
- وزير الدفاع الهندي  [لغات أخرى]‏ (21 أكتوبر 2001–22 مايو 2004)
- وزير الدفاع الهندي  [لغات أخرى]‏ (19 مارس 1998–16 مارس 2001)
- عضو لوك سابها  [لغات أخرى]‏ (1996–2004)
- وزير السكك الحديدية [الإنجليزية]‏ (2 ديسمبر 1989–10 نوفمبر 1990)
- عضو لوك سابها  [لغات أخرى]‏ (1989–1996)
- عضو لوك سابها  [لغات أخرى]‏ (1977–1984)
- عضو لوك سابها  [لغات أخرى]‏ (1967–1971).

## روابط خارجية
- جورج فرناندس على موقع مونزينجر (الألمانية)